# Gram Montes
I Gram Montes sono una struttura geologica della superficie di Titano.